# Piotr Myśliwiec
Piotr Józef Myśliwiec (Proszowice, 1952) é um diplomata e químico polaco, Embaixador da República da Polónia em Angola (2007–2010, 2015–2023).
Formou-se na Politécnica de Kraków(pl) (Licenciado em engenharia química em 1977) e na Politécnica de Wroclaw(pl) (Doutoramento em 1990).